# Menemerus semilimbatus
Menemerus semilimbatus és una espècie d'aranya araneomorfa de la família dels saltícids.

## Descripció
Menemerus semilimbatus fa entre 6,5 i 8,4 mil·límetres de llargada, essent el mascle una mica més petit que la femella. Aquestes aranyes saltadores força grans són aplanades dorsoventralment i estan recobertes de densos pèls curts i de color grisenc, amb palps blanquinosos peluts i una banda blanca als marges laterals de la closca, mostrant també una petita marca blanca i triangular al centre. Els ulls són grans i cap endavant. Les potes són de color marró clar amb anells i taques més fosques, mentre que l'abdomen és groguenc o grisenc, amb un patró característic de diverses marques brillants en forma de V. Les femelles presenten una dentada a la vora posterior de l'epigí i dues depressions ovalades a la meitat anterior.

## Distribució
Menemerus semilimbatus és una espècie mediterrània àmpliament distribuïda per Europa, Àsia meridional i a Àfrica. Al continent americà és present a l'Argentina, Xile, Equador i EUA.

## Hàbitat
Aquestes aranyes són sinantròpiques puix que viuen en jardins i a l'interior i en l'exterior de cases. Sovint es troba a les parets d'edificis on aguaita les seves preses.